# 웨스트필드 파라마타

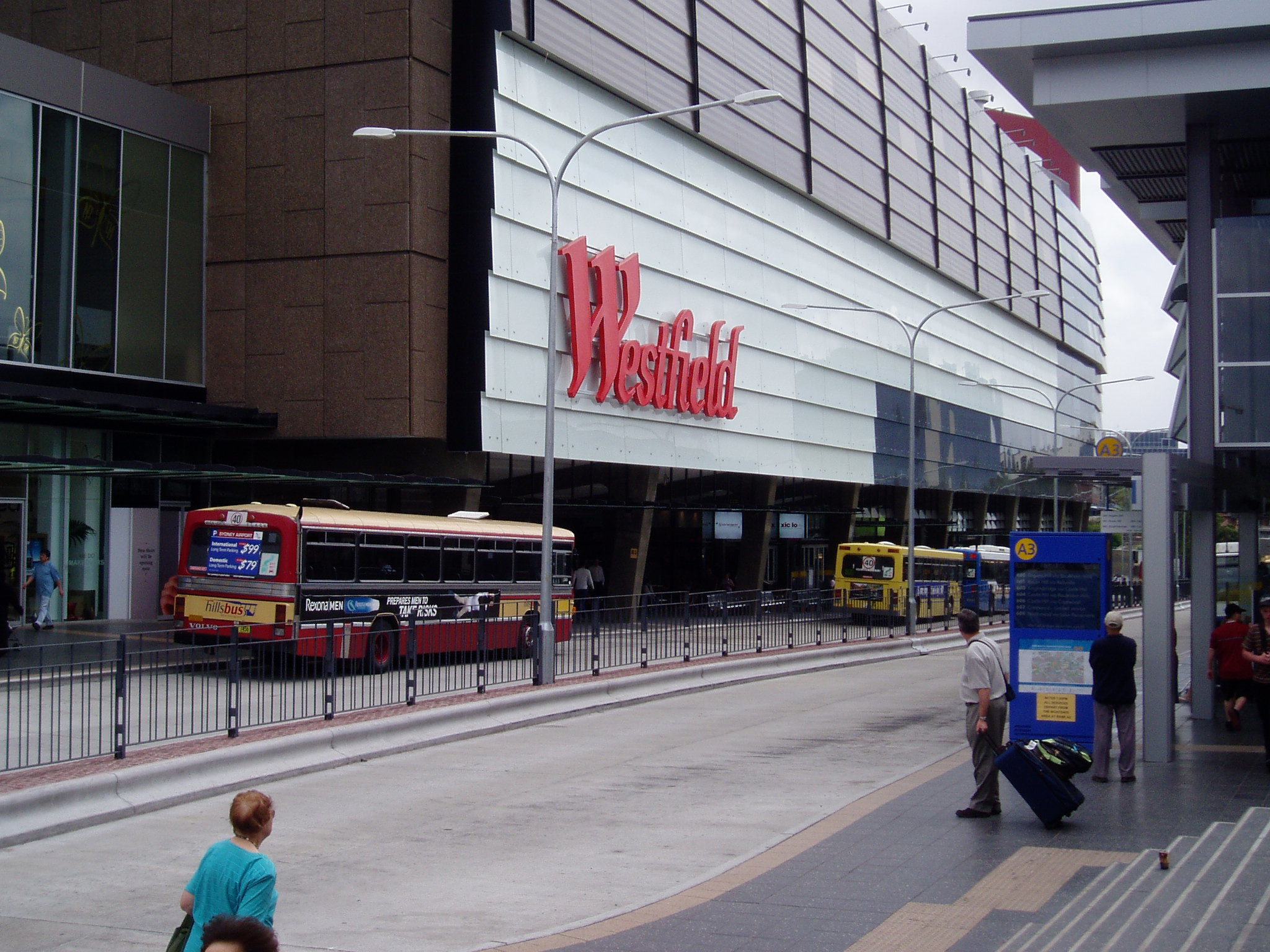
위트 필드 파라 마타 전경

웨스트필드 파라마타는 파라마타에 있는 쇼핑센터이다. 파라마타는 호주 뉴사우스웨일즈 주의 대도시, 시드니 근교에 위치해있다.
웨스트필드 그룹이 소유하고 관리하는 쇼핑센터이다.
2014년 7월 웨스트필드 그룹은 센터그룹과 웨스트필드 코퍼레이션으로 나뉜 상태로, 현재 센터 그룹에서 관리하고 있다.
웨스트필드 파라마타는 실면적이 137,407 제곱미터이며 5층 이상의 건물이며 498개의 매장이 들어가 있다. 총 면적 기준 호주에서 4번째로 큰 쇼핑센터이다.
웨스트필드 파라마타는 인구 665,720명의 상권을 가지고 있다. 호주 쇼핑센터로는 가장 큰 축에 속하며 매년 2870만명이 방문하는 호주에서 가장 인기있는 웨스트필드 쇼핑몰이다.

## 개요
웨스트필드 파라마타는 파라마타 중심 업무 지구(CBD)에 위치한 초대형 쇼핑센터이다. 시드니 2대 중심 업무 지구라는 파라마타의 명성에 걸맞게 웨스트필드 파라마타는 수 많은 지역주민과 근로자들이 찾는 곳이다. 웨스트필드 파라마타의 상권은 호주 내 평균 대형마트의 상권보다 크다.
웨스트필드 파라마타는 매장 5층에 주차장 9층이 있고 5개의 블록으로 나눠져 있다. 구름다리 2개가 웨스트필드 파라마타 동편과 서편과 중앙을 연결해준다.
1층은 모두 지하층이며 파라마타 환승역과 연결된다. 쇼핑센터 꼭대기에는 3층짜리 사무동이 있다. 처치 스트릿, 아가일 스트릿 근처에 있다.
건물 내 1층과 5층에 푸드코트가 하나 씩 있고 두 층이 모두 백화점으로 쓰이고, 할인매장이 2개 있으며 슈퍼가 3개 있고 신선식품 매장도 있다. 상영관 11개의 영화관과 체육관, 병원, 전문매장이 있다.
매장 내 맥도날드 & 오포르토 아웃렛 두 개와 1층과 5층 푸드코트에 모두 키오스크가 있다.

## 위치
웨스트필드 파라마타는 파라마타 중앙 비즈니스 거리 남부에 있다. 처치 스트릿, 아가일 스트릿, 마즈든 스트릿, 오코넬 스트릿, 캠벨 스트릿 에 접하고 있다. 파라마타 버스 환승센터와 접하고 있으며 지하 소매상가 및 이동로로 지하철역과도 연결되어 있다.

## 출범
웨스트필드 파라마타는 소매업 역사가 긴 부지에 들어섰다. 1933년 그레이스 브로스가 시드니 외곽인 처치 스트릿과 아가일 스트릿의 접점부에 첫 번째 백화점을 세웠다. 해당 접점부와 에어드 스트릿과 마스튼 스트릿을 경계로 하는 블록은 소매업체가 많이 들어선 곳이었고 후에 지하철 남쪽으로 파라마타 광장도 생겼다.
원래 그레이스 브로스 건물이었던 것이 후에 뉴 웨스트필드 파라마타의 첫 번째 전신이 되었고 1975년, 당시 호주 최대의 쇼핑센터로 문을 열었다.
해당 부지가 후에 더 개발되어 지금의 웨스트필드 파라마타가 들어섰다. 개발 과정에서 식민지 개발 초기의 것으로 추정되는 유물들도 발굴되면서 파라마타가 호주에서 두 번째로 오래된 정착지라는 점을 보여주었다.

## 증축 및 확장
웨스트필드 파라마타의 첫 번째 증축은 1988년부터 1989년 사이에 이루어졌다. 후에 1996년에 완공된 증축이 또 한 차례 있었다.

### 1996년 증축
1996년 증축을 통해서 웨스트필드 파라마타는 호주 내 최대 쇼핑센터 지위를 되찾았다. 소매업체 부지가 대략 8만 제곱미터에서 12만7천 제곱미터로 넓어졌다. 해당 증축으로 메인센터 서편 파라마타 중앙 비즈니스 거리 두 블록도 함께 개발됐다. 마즈든 스트릿과 에어드 스트릿을 지나는 여러 층의 구름다리로 새로 증축된 건물과 원래 있던 건물의 3, 4, 5층이 연결되었다. 구름다리에는 소매점이 들어서 있다. 원래 파라마타 중심 업무 지구(CBD) 북편의 처치 스트릿에서 단독운영하던 백화점, 데이비드 존스가 웨스트필드 파라마타로 입점하고 마이어의 전신인 그레이스 브로스도 증축된 건물로 입점했다. 빌리지 시네마는 상영관이 4개에서 8개로 늘렸으며 해당 건물 5층에는 새 푸드코트와 신석식품 매장이 들어섰다.

### 2006년 증축
웨스트필드사(社)의 파라마타 센터 주요 재개발 및 증축공사가 2006년에 완공됐다.
중앙 비즈니스 거리 동편 처치 스트릿과 아가일 스트릿 접점부에 다층의 대형 영화관 및 라이프스타일 콤플렉스가 들어섰다. 건물 4층의 구름다리와 1층의 지하 소매상가를 통해 중앙 센터와 연결된다. 이벤트 시네마의 전신인 그레이터 유니온이 골드클래스관 3관, GMAX관 1관, 일반 상영관 7관으로 11개 상영관을 가지고 개장해 기존의 빌리지 시네마를 대체했다.
영화관 아래 지상층과 파라마타 버스 환승 센터(웨스트필드 몰과 함께 재개발되었다)에 접한 공간은 식당과 카페가 들어서 있으며 외부 에스컬레이터를 통해 영화관으로 바로 올라갈 수 있다.
지하 소매상가를 통해 쇼핑몰 1층과 파라마타 지하철역, 파라마타 버스 환승센터와도 연결된다. 지하 소매상가에도 푸드코트와 카페, 노점형 매장, 신선식품마트, 미니 슈퍼마켓, 2번째 울워스 메트로 슈퍼마켓이 있다. 푸드코트 재개발로 파라마타 지하철 역의 출도착정보 전자전광판이 설치됐다. 기존의 센터에 새로 건설된 구름다리 부근 소매업체 공간과 건물정면부도 약간의 변화가 있었다. 증축 결과로 영화관, 전문소매업체 70개, 약 200여개의 새 주차공간이 들어섰다. 증축결과 웨스트필드 파라마타의 소매층 총 면적이 현재 수준인 137,407제곱미터가 되고 500여 점포가 입점했다.

## 산업 분쟁
2003년 5월, 주류, 숙박, 잡화연맹이 웨스트필드 파라마타의 청소업체 P&H Property Services를 고소했다. 임금이 늦게 지불되거나 휴가가 끝나는 날에 지불되는 경우가 잦고 이것이 고용조건을 어긴다는 것이다.

## 같이 보기
- 호주에서 가장 큰 쇼핑 센터 목록